# Costantino Pittei

Firma di Costantino Pittei in una lettera a Filippo Parlatore datata 28 aprile 1874

Costantino Pittei (Prato, 8 settembre 1839 – Firenze, 5 giugno 1912) è stato un matematico e astronomo italiano.

## Biografia
Nato a Prato di umili origini, Pittei fu avviato allo studio presso il locale seminario; si diplomò in seguito al Collegio Cicognini, per poi trasferirsi all'Università di Pisa e dedicarsi allo studio della matematica. 
Si laureò nel 1861 e passò quindi all'insegnamento: prima presso il Collegio militare di Firenze, dal 1861 al 1864, poi alla Scuola tecnica, al Convitto e al Ginnasio di Loreto, dal 1864 al 1866, quando entrò come aiuto alla cattedra di astronomia al Regio Osservatorio di Firenze, allora diretto da Giovanni Battista Donati. Oltre che di calcoli di osservazioni, di orbite di comete e di eclissi solari, Pittei si occupò in questi anni anche del progetto di trasferimento della specola astronomica ad Arcetri, voluto dal direttore e compiuto entro il 1872. L'osservatorio astronomico fu così separato anche istituzionalmente da quello meteorologico, che rimase presso il Reale Museo di fisica e storia naturale e presso il quale prese sede l'Ufficio centrale meteorologico della Marina, diretto anch'esso da Donati. Presso tale Ufficio Pittei, nel 1870, assunse l'incarico di addetto alla meteorologia.

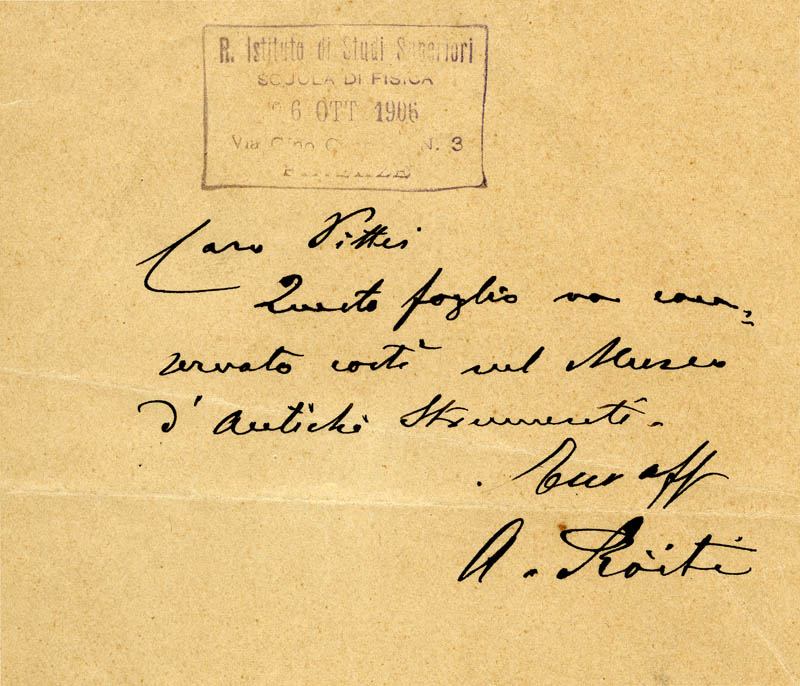
Biglietto di Antonio Roiti a Costantino Pittei, ottobre 1906

Quando Donati morì, nel 1873, lasciò quindi vacanti sia la direzione dell'Ufficio meteorologico della Marina, che fu affidata a Pittei, che quella dell'Osservatorio astronomico, di cui fu incaricato Domenico Cipolletti. Quest'ultima fu però una direzione molto breve, perché Cipolletti morì l'anno successivo, nel 1874: direttore incaricato divenne allora Pittei e lo rimase fino al 1875, quando fu sostituito dal titolare Ernst Wilhelm Leberecht Tempel. 
In questi stessi anni, sotto la direzione di Antonio Roiti e fino al 1910, Pittei ricoprì inoltre il ruolo di vicedirettore del Museo degli strumenti antichi di astronomia e di fisica, che raccoglieva gli strumenti di valore storico provenienti dal Reale Museo, separandoli dalle macchine e dai modelli utili per l'insegnamento.
Quando anche l'Ufficio meteorologico della Marina fu soppresso nel 1880, Pittei, pur rimanendo nel Consiglio direttivo della meteorologia e mantenendo la direzione dell'osservatorio meteorologico, tornò all'insegnamento, presso l'Istituto tecnico di Firenze.
Pittei morì a Firenze, due anni dopo il pensionamento, nel 1912.

## L'archivio e la biblioteca
Le carte di Costantino Pittei sono confluite in parte nella raccolta dei manoscritti roncioniani della Biblioteca Roncioniana di Prato, in parte nell'archivio della biblioteca del Museo Galileo.
La documentazione conservata a Prato comprende materiali relativi principalmente all'attività di studio e di insegnamento di Pittei, ma anche un ampio carteggio, che conta circa 380 fra lettere e cartoline, in gran parte di scienziati italiani e stranieri, datate fra il 1858 e il 1912. Sono presenti inoltre tre elenchi di manoscritti e libri consegnati alla Biblioteca Roncioniana.
Il fondo Pittei conservato dal Museo Galileo contiene invece, oltre a documenti personali e appunti vari, una sezione del carteggio, datato fra il 1873 e il 1910, relativo in particolare al suo ruolo di direttore dell'Ufficio centrale meteorologico della Marina e a quello di vicedirettore del Museo degli strumenti antichi di astronomia e di fisica.
La biblioteca privata di Pittei, unitamente al suo piccolo archivio fotografico, è stata donata anch'essa alla Biblioteca Roncioniana, ma un ulteriore nucleo librario, che raccoglie volumi ad argomento strettamente matematico, è entrato a far parte delle collezioni della Biblioteca Marucelliana di Firenze nel 1910.